# لويس البرتي
لويس البرتي هو ملحن دومينيكاني، ولد في 19 أبريل 1906 في مقاطعة لا فيغا في جمهورية الدومينيكان، وتوفي في 26 يناير 1976 في سانتياغو دي لوس كاباليروس في جمهورية الدومينيكان.

## روابط خارجية
- لويس البرتي على موقع IMDb (الإنجليزية)
- لويس البرتي على موقع ميوزك برينز (الإنجليزية)